# Palacio Mariyinski
El Palacio Mariyinski o Mariinski (en ucraniano: Маріїнський палац, romanizado: Mariyínskyi paláts) está situado en Kiev, es un pintoresco palacio barroco emplazado a orillas del río Dniéper. El palacio es la residencia ceremonial del presidente de Ucrania y colinda con la Rada Suprema, el parlamento de Ucrania.

## Historia
La emperatriz rusa Isabel I ordenó construir el palacio en 1744. Fue diseñado por Bartolomeo Rastrelli, el arquitecto más famoso que trabajaba en el Imperio ruso en ese momento. Uno de los estudiantes de Rastrelli, Iván Fiódorovich Michurin, junto con un grupo de otros arquitectos, completó el palacio en 1752. La emperatriz Isabel, sin embargo, no vivió lo suficiente para ver el palacio. La primera figura real que se quedó en el palacio fue la emperatriz Catalina II, quien visitó Kiev en 1787. A fines del siglo XVIII y principios del XIX, el palacio fue la residencia principal de los gobernadores generales.
A principios del siglo XIX, el palacio se incendió. Aproximadamente medio siglo después, en 1870, Alejandro II de Rusia hizo reconstruir el palacio por el arquitecto Karl Mayevski, utilizando viejos dibujos y acuarelas como guía. Luego fue renombrado en honor de la emperatriz María Aleksándrovna. Por su deseo, se estableció un gran parque en el lado sur del palacio. El palacio fue utilizado como residencia para los miembros visitantes de la familia imperial hasta 1917.
Durante los años de la Guerra de independencia de Ucrania, entre 1917 y 1921, el palacio fue utilizado como la sede del Comité Revolucionario, particularmente durante el levantamiento bolchevique en Kiev. En la década de 1920, el edificio pertenecía a una escuela agrícola, poco después de lo cual se convirtió en un museo. El Mariyinski sufrió graves daños en la Segunda Guerra Mundial y se restauró a fines de la década de 1940. Otra restauración importante se completó a principios de la década de 1980.

### Residencia moderna
En junio de 2007 comenzó la reconstrucción del palacio, que debería haber concluido en 2011, aunque continuaba en 2017.El 5 de abril de 2022, el presidente Volodímir Zelenski anunció que la Sala Blanca del palacio Mariyinski, donde el jefe del Estado recibe a los dignatarios extranjeros, pasaría a llamarse la Sala Blanca de los Héroes de Ucrania, donde recibirían el premio los galardonados con el título de Héroe de Ucrania.

## En la cultura popular
El video musical para la canción «Naatu Naatu» de la película india RRR de 2022 se grabó en el palacio Mariyinski en agosto de 2021.La canción ganó el Globo de Oro a la mejor canción originaly el Óscar a la mejor canción original en 2022.

## Galería

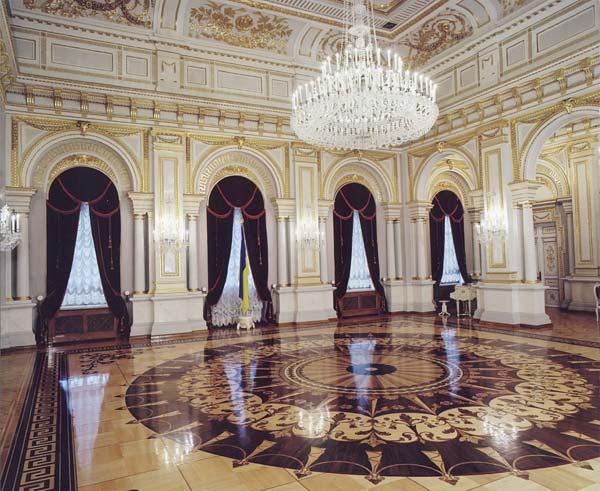
La Sala Blanca, en el interior del Palacio
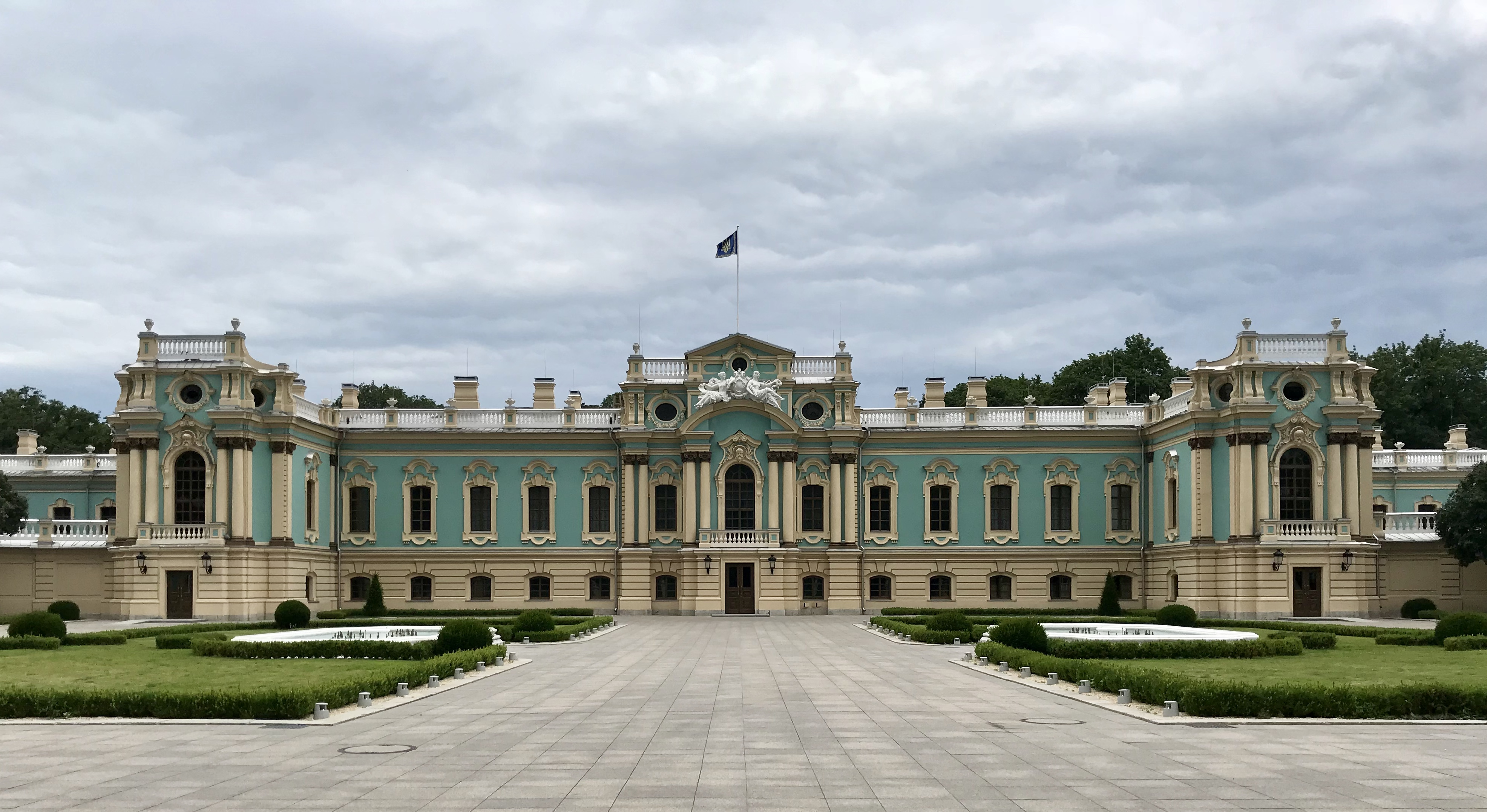
Fachada frontal del palacio
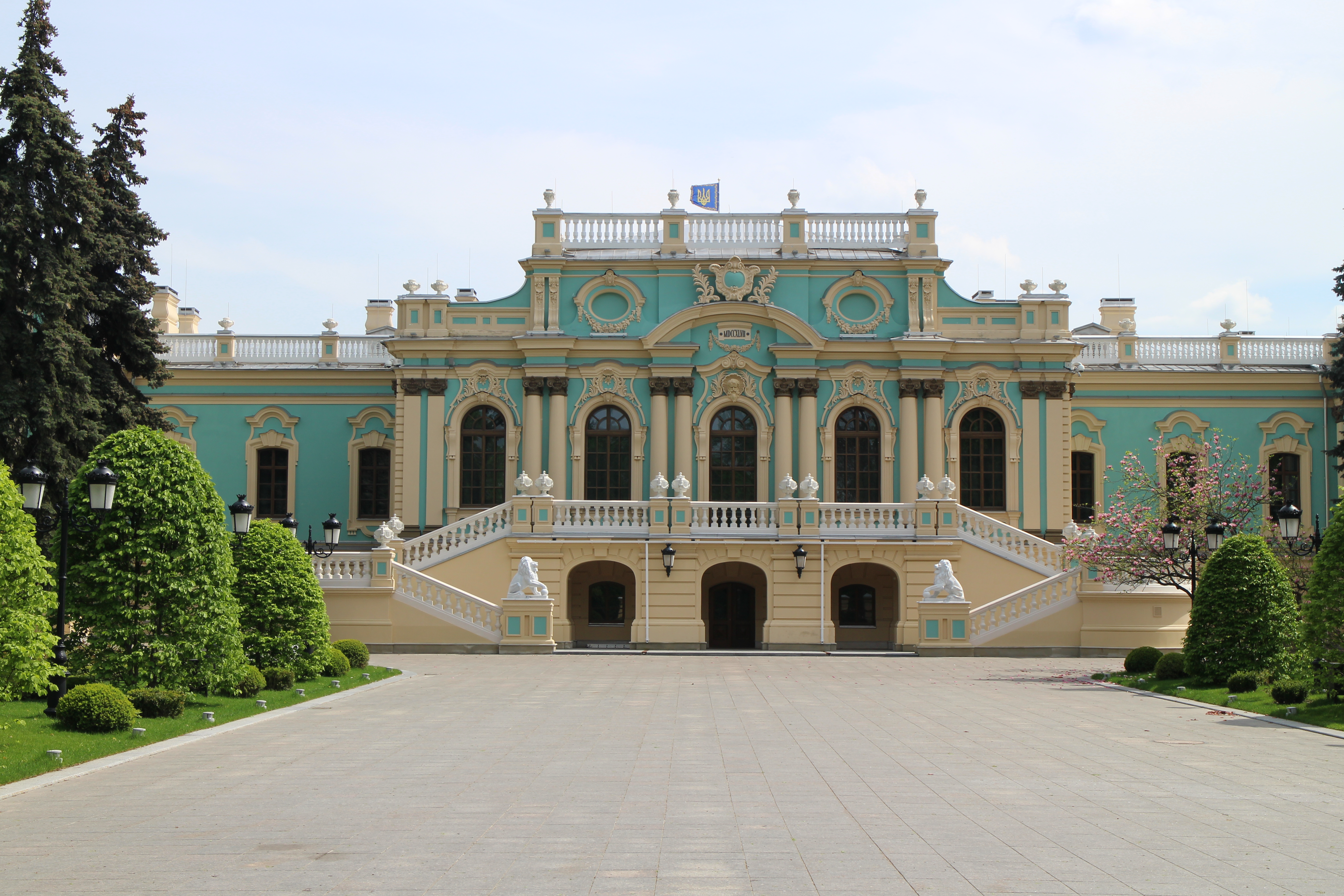
Fachada del parque
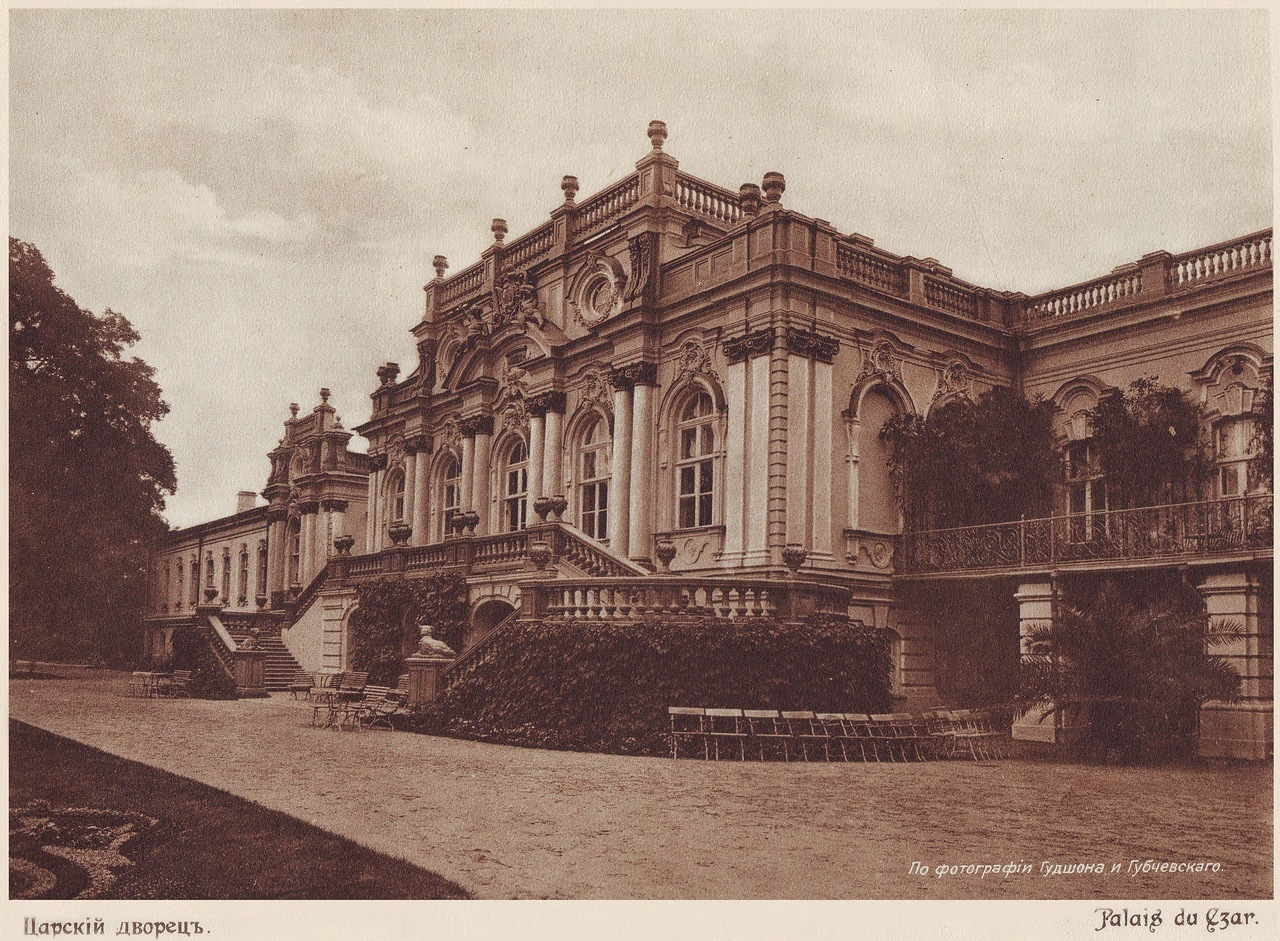
Palacio Mariyinski en 1911